# Trigonocorypha angustata
Trigonocorypha angustata är en insektsart som beskrevs av Boris Petrovich Uvarov 1922. Trigonocorypha angustata ingår i släktet Trigonocorypha och familjen vårtbitare. Inga underarter finns listade i Catalogue of Life.